# Fillobolia
Fillobolia (de fillon, hoja y ballein, echar), filobolia o filobólica es la costumbre ceremonial de los antiguos de echar y esparcir flores y hojas de ciertas plantas sobre las tumbas de los muertos.
Los romanos, que habían sacado este uso de los griegos, añadían a las flores y hojas copos de lana. La fillobolia se practicaba también con los atletas vencedores o que habían alcanzado la victoria en los juegos o combates públicos, recibían algunas veces el honor de la filbolia, es decir, que el público echaba sobre ellos flores y también sobre sus parientes.